# Maserati Karif
Maserati Karif är en sportbil, tillverkad av den italienska biltillverkaren Maserati mellan 1988 och 1993.
Karif är sportversionen i Biturbo-familjen, byggd på det korta Spyder-chassit och med största V6:an. Karif byggdes endast i 222 exemplar.

## Varianter
| Modell | Motor              | Cylindervolym | Effekt | Bränslesystem             | Anm.        |
| ------ | ------------------ | ------------- | ------ | ------------------------- | ----------- |
| Karif  | 6-cyl V-motor dohc | 2790 cm³      | 285 hk | Bränsleinsprutning, turbo |             |
| Karif  | 6-cyl V-motor dohc | 2790 cm³      | 248 hk | Bränsleinsprutning, turbo | Katalysator |
| Karif  | 6-cyl V-motor dohc | 2790 cm³      | 225 hk | Bränsleinsprutning, turbo | Katalysator |